# 古达卢尔
古达卢尔（Gudalur），是印度泰米尔纳德邦Coimbatore县的一个城镇。总人口22321（2001年）。

## 人口
该地2001年总人口22321人，其中男性11483人，女性10838人；0—6岁人口2172人，其中男1170人，女1002人；识字率73.56%，其中男性为79.75%，女性为67.00%。